# 305 г. пр.н.е.
305 (триста и пета) година преди новата ера (пр.н.е.) е година от доюлианския (Помпилийски) римски календар.

## Събития

### В Гърция и елинистичния Изток
- Деметрий I Полиоркет обсажда Родос.[1]
- Птолемей I, Селевк I Никатор, Лизимах и Касандър се провъзгласяват за василевси.[1]

### В Сицилия
- Агатокъл побеждава Деинократ и водените от него противници на тирана на Сиракуза.[1]

### В Римската република
- Консули са Луций Постумий Мегел и Тиберий Минуций Авгурин.
- Римската войска, предвождана от консулите, постига решителна победа над самнитите в битката при Бовианум. В сражението Минуций получава смъртоносни рани, поради което за суфектконсул е назначен Марк Фулвий Курв Петин.[2]
- Римският контрол над Сора е възстановен, Арпинум и Цезения са превзети. Племето пелигни е подчинено.[3]

## Починали
- Дионисий от Хераклея, тиран на Хераклея Понтика (роден 360 г. пр.н.е.)
- Тиберий Минуций Авгурин, консул през тази година